# Acido tolfenamico
L'acido tolfenamico è una molecola, appartenente al gruppo dei fenamati, che rientra nella classe dei farmaci antinfiammatori non steroidei (FANS). Il farmaco è dotato di proprietà di tipo antinfiammatorio, analgesico, antipiretico. Studiato per un utilizzo nella artrite reumatoide, osteoartrite ed altre patologie osteoarticolari, attualmente viene utilizzato in alcuni Paesi per il controllo del dolore associato a cefalea od emicrania. In Italia il farmaco è destinato ad uso veterinario.

## Farmacodinamica
Il meccanismo d'azione dell'acido tolfenamico è principalmente da imputare alle proprietà inibitorie della biosintesi delle prostaglandine: viene così impedita la produzione di mediatori dell'infiammazione (e del dolore) come le prostacicline e le prostaglandine. La ridotta sintesi di prostaglandine è secondaria alla inibizione da parte del farmaco dell'enzima prostaglandina-endoperossido sintasi nota anche come ciclossigenasi. L'inibizione non è specifica e pertanto coinvolge sia la ciclossigenasi 1 (COX-1) che la ciclossigenasi 2 (COX-2).

## Farmacocinetica
L'acido tolfenamico risulta rapidamente assorbito dal tratto gastrointestinale dopo somministrazione per via orale. La concentrazione plasmatica massima (Cmax) viene raggiunta in circa 1-2 ore (Tmax). Gli studi su animali sperimentali hanno dimostrato che l'acido tolfenamico nel cane e nel gatto si distribuisce in tutti gli organi con una elevata concentrazione nel plasma, tratto digerente, fegato, polmoni e reni. La biodisponibilità dell'acido tolfenamico è stata calcolata intorno al 60%. Il legame con le proteine plasmatiche è pari a circa il 99,7%. L'eliminazione avviene principalmente attraverso meccanismi extrarenali, poiché nelle urine viene riscontrato solo l'8,8%, sia come farmaco immodificato che come metaboliti glucuronati, di una dose assunta per via orale.

## Usi clinici
L'acido tolfenamico è indicato nel trattamento sintomatico del dolore correlato all'attacco acuto di emicrania. Il farmaco può essere utilizzato in associazione ad altre sostanze aventi effetti positivi sull'intensità dell'attacco di emicrania, quali ad esempio la caffeina, l'ergotamina, il propranololo o la metoclopramide.

## Effetti collaterali ed indesiderati
In corso di trattamento con acido tolfenamico gli effetti avversi più spesso segnalati sono di natura gastrointestinale e comprendono: dispepsia, nausea, vomito, flatulenza, diarrea oppure costipazione, dolore addominale, melena, ematemesi, tendenza alla esacerbazione di una pregressa colite e malattia di Crohn. La pancreatite così come la polmonite eosinofila sono state riportate molto raramente.
Più frequente invece la comparsa di diversi disturbi della pelle, tra cui eruzioni cutanee, prurito, orticaria, porpora, e più raramente dermatosi bollose esfoliative, tra cui la necrolisi epidermica tossica e l'eritema multiforme.

## Controindicazioni
Il farmaco è controindicato in soggetti con ipersensibilità nota al principio attivo oppure ad uno qualsiasi degli eccipienti. È inoltre controindicato in soggetti con storia di ulcera peptica attiva oppure di emorragia gastrointestinale dopo assunzione di FANS.
È inoltre controindicato nei pazienti che in precedenza hanno manifestato crisi di asma, rinite acuta, angioedema od orticaria in risposta alla assunzione di acido acetilsalicilico, ibuprofene o altri FANS. L'acido tolfenamico altresì non deve essere assunto da soggetti affetti da scompenso cardiaco grave, insufficienza epatica ed insufficienza renale. Deve esserne evitato l'utilizzo anche da parte delle donne che si trovano nell'ultimo trimestre di gravidanza.

## Dosi terapeutiche
Nei soggetti adulti il dosaggio iniziale consigliato è di 200 mg (una compressa), quando compaiono i primi sintomi di emicrania. Il trattamento può essere ripetuto a distanza di 1-2 ore se la prima somministrazione non ha determinato una risposta soddisfacente. È preferibile assumere il farmaco a stomaco pieno.
L'efficacia e sicurezza d'utilizzo dell'acido tolfenamico in età pediatrica non è stata determinata.